# Heteronychia amica
Heteronychia amica är en tvåvingeart som beskrevs av Peris, Gonzalez-mora och Mingo 1998. Heteronychia amica ingår i släktet Heteronychia och familjen köttflugor. Inga underarter finns listade i Catalogue of Life.